# Kwoiek Needle
Kwoiek Needle är ett berg i Kanada.   Det ligger i provinsen British Columbia, i den södra delen av landet, 3 400 km väster om huvudstaden Ottawa. Toppen på Kwoiek Needle är 2 584 meter över havet, eller 563 meter över den omgivande terrängen. Bredden vid basen är 4,4 km.
Terrängen runt Kwoiek Needle är bergig åt nordost, men åt sydväst är den kuperad.Trakten runt Kwoiek Needle är nära nog obefolkad, med mindre än två invånare per kvadratkilometer.. Det finns inga samhällen i närheten.
I omgivningarna runt Kwoiek Needle växer i huvudsak barrskog.